# Interflex Datensysteme

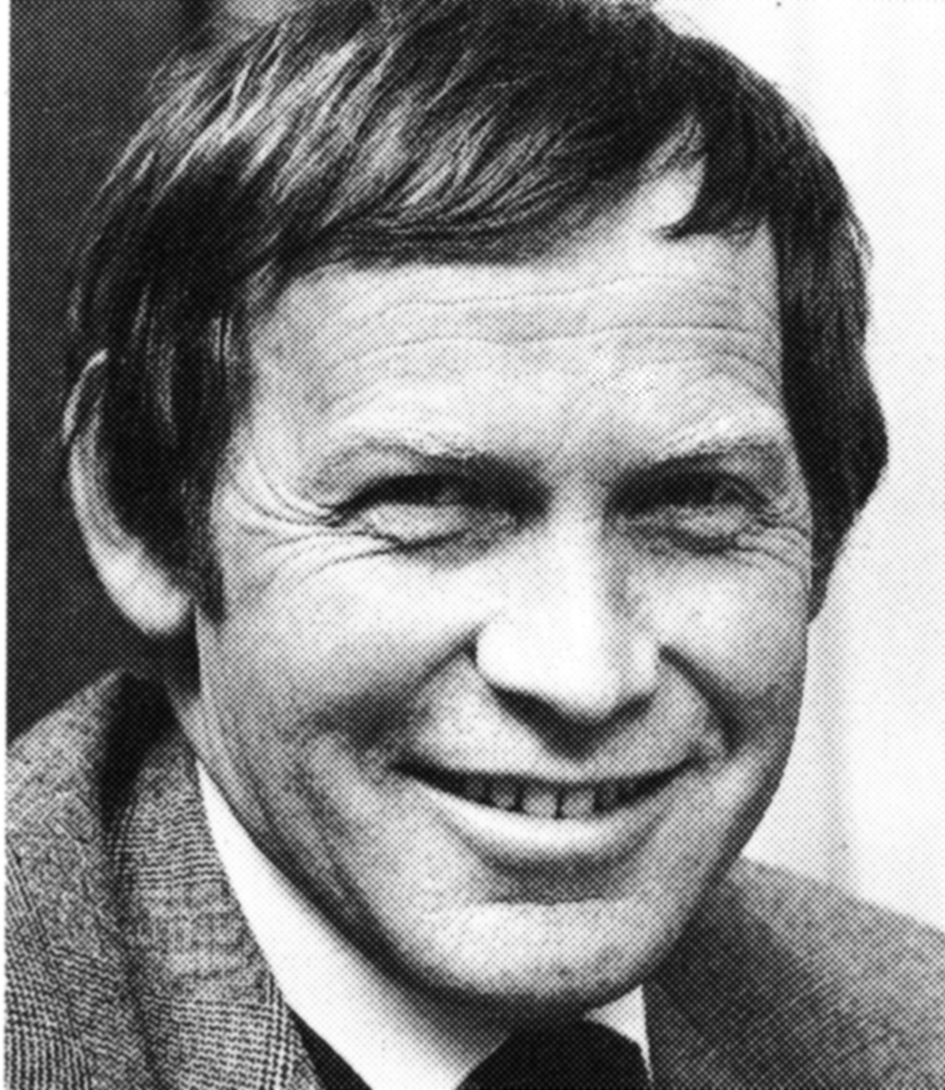
Wilhelm Haller

Die Interflex Datensysteme GmbH ist ein 1974 gegründetes Unternehmen für Soft- und Hardware für Zugangserfassungssysteme. Interflex bot diese Systeme als eines der ersten Unternehmen in Europa an und popularisierte und ermöglichte somit die Einführung der Gleitzeit.
Das Unternehmen wurde im Jahr 1974 vom Social Entrepreneur Wilhelm Haller in Stuttgart mit idealistischen Prinzipien gegründet. Haller gilt als einer der Erfinder der Gleitzeit, der bereits Ende der 1960er Jahre den Gedanken nach Deutschland gebracht hatte und zu dessen Verwirklichung sodann das Unternehmen Interflex gründete. Ende der 1970er-Jahre galt Interflex in Deutschland als führender Anbieter von elektronischen Zeiterfassungssystemen.
Im Juli 2000 wurde Interflex Teil des US-amerikanischen Mischkonzerns Ingersoll Rand, aus dem später im Dezember 2013 der Security-Konzern Allegion hervorgegangen ist und zu dem Interflex bis heute gehört. Trotz der Zugehörigkeit zu einem internationalen Konzernverbund setzt das Unternehmen in der Hard- und Software-Entwicklung auf einen „Made in Germany“-orientierten Ansatz mit Entwicklungsstandorten in Erlangen, Karlsruhe und Durchhausen. In Durchhausen in Baden-Württemberg befindet sich auch die eigene Fertigung. Darüber hinaus verfügt Interflex über ein Vertriebs- und Service-Netzwerk mit 12 Standorten in Deutschland und weiteren Niederlassungen in Österreich, der Schweiz, Belgien und den Niederlanden – sowie über ein weltweites Netzwerk aus Vertriebs- und Servicepartnern in 23 Ländern. Zuletzt wurde im Juli 2021 mit der Übernahme des niederländischen Unternehmens Workforce IT B.V. das Service- und Vertriebsnetzwerk um Lösungen im Workforce Management Bereich erweitert. Seit Januar 2023 gehört auch der Workforce-Management Spezialist plano zu Interflex. Im Jahr 2021 erzielten etwa 478 Mitarbeiter einen Umsatz von rund 87,7 Millionen Euro (2022) in Deutschland.
Interflex Datensysteme GmbH entwickelt, produziert und vertreibt eigene kombinierte Soft- und Hardware für Zutrittskontrolle, Besuchermanagement, Zeiterfassung, Zeitwirtschaft und Workforce Management. Die Lösungen sind modular und lassen sich auf den Unternehmensbedarf anpassen – unabhängig von Branche oder Unternehmensgröße. Ein wichtiger Fokus liegt auf der barrierefreien Web-Anwendung des Employee Self-Services. Seit 2020 bietet Interflex mit Managed Services zudem eine eigene Cloud-Lösung für Zeitwirtschaft und seit 2021 auch für Zutrittskontrolle an. Hinzu kommt ein eigenes, deutschlandweites Service-Team mit umfangreichen Dienstleistungen inklusive Beratung, Analyse, Inbetriebnahme, Betrieb, Support und Reparatur. Zudem ist Interflex seit über 25 Jahren ein zertifizierter Software-Partner der SAP AG.
Das Hardware-Portfolio umfasst Online- und Offline-Terminals für Zutrittskontrolle und Zeiterfassung. Diese ermöglichen sowohl den Einsatz von RFID-Ausweismedien als auch die Nutzung des Smartphones als mobilen Ausweis. Darüber hinaus gehören Controller und Gateways sowie Tischleser und Kodierer für Besuchermanagement-Anwendungen zum Portfolio. Ergänzt wird das Angebot um Anwendungen für biometrische Identifikations- oder Verifikationsverfahren sowie für Zutrittsmonitoring (z. B. Sicherheitsleitstand, Videoüberwachung) und Ausweiserstellung (Personalisierung, Kodierung und Druck).
Zuletzt hat Interflex die Hardware-Lösungen um die neue Produktlinie Opendor, die elektronische Schließkomponenten wie Spindschloss, Schließzylinder, Türdrücker und Türbeschläge umfasst, erweitert. Diese Online-Wireless-fähigen Lösungen basieren auf der Technologie von Bluetooth Low Energy 5 (BLE 5).